# مارسيل فيليب (منافس ألعاب قوى)
مارسيل فيليب (بالفرنسية: Marcel Philippe؛ بالإنجليزية: Marcel Philippe) هو منافس ألعاب قوى أمريكي وفرنسي، ولد في 16 سبتمبر 1951 في نيويورك في الولايات المتحدة.

## وصلات خارجية
- مارسيل فيليب على موقع الاتحاد الدولي لألعاب القوى (الإنجليزية)
- مارسيل فيليب على موقع الاتحاد الفرنسي لألعاب القوى (الفرنسية)
- مارسيل فيليب على موقع اللجنة الأولمبية الدولية (الإنجليزية)
- مارسيل فيليب على موقع أوليمبيديا (الإنجليزية)